# Supercopa de la UEFA 2020
La Supercopa de la UEFA 2020 fue la 45.a edición de la Supercopa de la UEFA, partido de fútbol anual organizado por la UEFA que enfrenta a los ganadores de las dos principales competiciones europas a nivel de clubes, la Liga de Campeones y la Liga Europa. El encuentro fue disputado entre el Bayern de Múnich alemán, vencedor de la Liga de Campeones de la UEFA 2019-20, y el Sevilla Fútbol Club español, vencedor de la Liga Europa de la UEFA 2019-20, en el Estadio Puskás Aréna, en la ciudad de Budapest, Hungría, el 24 de septiembre de 2020.
El duelo iba a tener lugar en el Estádio do Dragão de Oporto, Portugal, el 12 de agosto. El 17 de junio, el Comité Ejecutivo de la UEFA anunció la decisión de trasladarlo a Budapest por la pandemia del COVID-19 y el aplazamiento de las finales de las competiciones de clubes de la temporada 2019-20.
Con esta derrota, el Sevilla se convierte en el equipo con más finales perdidas (5).

## Participantes
|  |  | F. C. Bayern  |  | Campeón de la Liga de Campeones de la UEFA 2019-20 |
|  |  | Sevilla F. C. |  | Campeón de la Liga Europa de la UEFA 2019-20       |

## Lugar
En un principio la sede estaba programada en el Estádio do Dragão, sin embargo, debido a la Pandemia COVID-19 el Comité Ejecutivo de la UEFA tuvo la decisión de que se lleve en el Puskás Aréna. El estadio alberga los partidos de la selección de fútbol de Hungría.

## Final
| 1     | POR   | Manuel Neuer       |      |
| 5     | DEF   | Benjamin Pavard    |      |
| 4     | DEF   | Niklas Süle        |      |
| 27    | DEF   | David Alaba        | 112' |
| 21    | DEF   | Lucas Hernández    | 100' |
| 6     | MED   | Joshua Kimmich     |      |
| 18    | MED   | Leon Goretzka      | 100' |
| 7     | MED   | Serge Gnabry       |      |
| 25    | MED   | Thomas Müller      |      |
| 10    | MED   | Leroy Sané         | 70'  |
| 9     | DEL   | Robert Lewandowski |      |
| D. T. | D. T. | Hans-Dieter Flick  |      |

| 13    | POR   | Yassine Bounou  |     |
| 16    | DEF   | Jesús Navas     |     |
| 12    | DEF   | Jules Koundé    |     |
| 20    | DEF   | Diego Carlos    |     |
| 18    | DEF   | Sergio Escudero |     |
| 8     | MED   | Joan Jordán     | 94' |
| 25    | MED   | Fernando        |     |
| 10    | MED   | Ivan Rakitić    | 56' |
| 5     | DEL   | Lucas Ocampos   |     |
| 7     | DEL   | Suso            | 73' |
| 9     | DEL   | Luuk de Jong    | 56' |
| D. T. | D. T. | Julen Lopetegui |     |

| 24 | MED | Corentin Tolisso | 70'  |
| 8  | MED | Javi Martínez    | 100' |
| 19 | DEF | Alphonso Davies  | 100' |
| 17 | DEF | Jérôme Boateng   | 112' |

| 15 | DEL | Youssef En-Nesyri | 56' |
| 21 | MED | Óliver Torres     | 56' |
| 6  | MED | Nemanja Gudelj    | 73' |
| 22 | MED | Franco Vázquez    | 94' |

| 34' · 104' | Leon Goretzka Javi Martínez | 1:1 2:1 |

| 13' | Lucas Ocampos | 0:1 |

| 13' · 90+1' | David Alaba Lucas Hernández |

| 45+1' · 55' · 70' · 119' | Joan Jordán Jules Koundé Fernando Reges Sergio Escudero |

| Principal  | Anthony Taylor |
| Asistentes | Gary Beswick   |
|            | Adam Nunn      |
| Cuarto     | Orel Grinfeld  |

| VAR            | Stuart Attwell |
| Asistentes VAR | Paul Tierney   |

|                    |     |     |
| Tiros              | 25  | 6   |
| Tiros a puerta     | 7   | 5   |
| Faltas             | 15  | 17  |
| Saques de esquina  | 10  | 6   |
| Penaltis           | 0   | 1   |
| Fueras de juego    | 3   | 3   |
| Posesión del balón | 65% | 35% |

| Alineación inicial |

| 1     | POR   | Manuel Neuer       |      |
| 5     | DEF   | Benjamin Pavard    |      |
| 4     | DEF   | Niklas Süle        |      |
| 27    | DEF   | David Alaba        | 112' |
| 21    | DEF   | Lucas Hernández    | 100' |
| 6     | MED   | Joshua Kimmich     |      |
| 18    | MED   | Leon Goretzka      | 100' |
| 7     | MED   | Serge Gnabry       |      |
| 25    | MED   | Thomas Müller      |      |
| 10    | MED   | Leroy Sané         | 70'  |
| 9     | DEL   | Robert Lewandowski |      |
| D. T. | D. T. | Hans-Dieter Flick  |      |

| 13    | POR   | Yassine Bounou  |     |
| 16    | DEF   | Jesús Navas     |     |
| 12    | DEF   | Jules Koundé    |     |
| 20    | DEF   | Diego Carlos    |     |
| 18    | DEF   | Sergio Escudero |     |
| 8     | MED   | Joan Jordán     | 94' |
| 25    | MED   | Fernando        |     |
| 10    | MED   | Ivan Rakitić    | 56' |
| 5     | DEL   | Lucas Ocampos   |     |
| 7     | DEL   | Suso            | 73' |
| 9     | DEL   | Luuk de Jong    | 56' |
| D. T. | D. T. | Julen Lopetegui |     |

| 24 | MED | Corentin Tolisso | 70'  |
| 8  | MED | Javi Martínez    | 100' |
| 19 | DEF | Alphonso Davies  | 100' |
| 17 | DEF | Jérôme Boateng   | 112' |

| 15 | DEL | Youssef En-Nesyri | 56' |
| 21 | MED | Óliver Torres     | 56' |
| 6  | MED | Nemanja Gudelj    | 73' |
| 22 | MED | Franco Vázquez    | 94' |

| 34' · 104' | Leon Goretzka Javi Martínez | 1:1 2:1 |

| 13' | Lucas Ocampos | 0:1 |

| 13' · 90+1' | David Alaba Lucas Hernández |

| 45+1' · 55' · 70' · 119' | Joan Jordán Jules Koundé Fernando Reges Sergio Escudero |

| Principal  | Anthony Taylor |
| Asistentes | Gary Beswick   |
|            | Adam Nunn      |
| Cuarto     | Orel Grinfeld  |

| VAR            | Stuart Attwell |
| Asistentes VAR | Paul Tierney   |

|                    |     |     |
| Tiros              | 25  | 6   |
| Tiros a puerta     | 7   | 5   |
| Faltas             | 15  | 17  |
| Saques de esquina  | 10  | 6   |
| Penaltis           | 0   | 1   |
| Fueras de juego    | 3   | 3   |
| Posesión del balón | 65% | 35% |

| Alineación inicial |

| 1     | POR   | Manuel Neuer       |      |
| 5     | DEF   | Benjamin Pavard    |      |
| 4     | DEF   | Niklas Süle        |      |
| 27    | DEF   | David Alaba        | 112' |
| 21    | DEF   | Lucas Hernández    | 100' |
| 6     | MED   | Joshua Kimmich     |      |
| 18    | MED   | Leon Goretzka      | 100' |
| 7     | MED   | Serge Gnabry       |      |
| 25    | MED   | Thomas Müller      |      |
| 10    | MED   | Leroy Sané         | 70'  |
| 9     | DEL   | Robert Lewandowski |      |
| D. T. | D. T. | Hans-Dieter Flick  |      |

| 13    | POR   | Yassine Bounou  |     |
| 16    | DEF   | Jesús Navas     |     |
| 12    | DEF   | Jules Koundé    |     |
| 20    | DEF   | Diego Carlos    |     |
| 18    | DEF   | Sergio Escudero |     |
| 8     | MED   | Joan Jordán     | 94' |
| 25    | MED   | Fernando        |     |
| 10    | MED   | Ivan Rakitić    | 56' |
| 5     | DEL   | Lucas Ocampos   |     |
| 7     | DEL   | Suso            | 73' |
| 9     | DEL   | Luuk de Jong    | 56' |
| D. T. | D. T. | Julen Lopetegui |     |

| 24 | MED | Corentin Tolisso | 70'  |
| 8  | MED | Javi Martínez    | 100' |
| 19 | DEF | Alphonso Davies  | 100' |
| 17 | DEF | Jérôme Boateng   | 112' |

| 15 | DEL | Youssef En-Nesyri | 56' |
| 21 | MED | Óliver Torres     | 56' |
| 6  | MED | Nemanja Gudelj    | 73' |
| 22 | MED | Franco Vázquez    | 94' |

| 34' · 104' | Leon Goretzka Javi Martínez | 1:1 2:1 |

| 13' | Lucas Ocampos | 0:1 |

| 13' · 90+1' | David Alaba Lucas Hernández |

| 45+1' · 55' · 70' · 119' | Joan Jordán Jules Koundé Fernando Reges Sergio Escudero |

| Principal  | Anthony Taylor |
| Asistentes | Gary Beswick   |
|            | Adam Nunn      |
| Cuarto     | Orel Grinfeld  |

| VAR            | Stuart Attwell |
| Asistentes VAR | Paul Tierney   |

|                    |     |     |
| Tiros              | 25  | 6   |
| Tiros a puerta     | 7   | 5   |
| Faltas             | 15  | 17  |
| Saques de esquina  | 10  | 6   |
| Penaltis           | 0   | 1   |
| Fueras de juego    | 3   | 3   |
| Posesión del balón | 65% | 35% |

| Alineación inicial |

| 1     | POR   | Manuel Neuer       |      |
| 5     | DEF   | Benjamin Pavard    |      |
| 4     | DEF   | Niklas Süle        |      |
| 27    | DEF   | David Alaba        | 112' |
| 21    | DEF   | Lucas Hernández    | 100' |
| 6     | MED   | Joshua Kimmich     |      |
| 18    | MED   | Leon Goretzka      | 100' |
| 7     | MED   | Serge Gnabry       |      |
| 25    | MED   | Thomas Müller      |      |
| 10    | MED   | Leroy Sané         | 70'  |
| 9     | DEL   | Robert Lewandowski |      |
| D. T. | D. T. | Hans-Dieter Flick  |      |

| 13    | POR   | Yassine Bounou  |     |
| 16    | DEF   | Jesús Navas     |     |
| 12    | DEF   | Jules Koundé    |     |
| 20    | DEF   | Diego Carlos    |     |
| 18    | DEF   | Sergio Escudero |     |
| 8     | MED   | Joan Jordán     | 94' |
| 25    | MED   | Fernando        |     |
| 10    | MED   | Ivan Rakitić    | 56' |
| 5     | DEL   | Lucas Ocampos   |     |
| 7     | DEL   | Suso            | 73' |
| 9     | DEL   | Luuk de Jong    | 56' |
| D. T. | D. T. | Julen Lopetegui |     |

| 24 | MED | Corentin Tolisso | 70'  |
| 8  | MED | Javi Martínez    | 100' |
| 19 | DEF | Alphonso Davies  | 100' |
| 17 | DEF | Jérôme Boateng   | 112' |

| 15 | DEL | Youssef En-Nesyri | 56' |
| 21 | MED | Óliver Torres     | 56' |
| 6  | MED | Nemanja Gudelj    | 73' |
| 22 | MED | Franco Vázquez    | 94' |

| 34' · 104' | Leon Goretzka Javi Martínez | 1:1 2:1 |

| 13' | Lucas Ocampos | 0:1 |

| 13' · 90+1' | David Alaba Lucas Hernández |

| 45+1' · 55' · 70' · 119' | Joan Jordán Jules Koundé Fernando Reges Sergio Escudero |

| Principal  | Anthony Taylor |
| Asistentes | Gary Beswick   |
|            | Adam Nunn      |
| Cuarto     | Orel Grinfeld  |

| VAR            | Stuart Attwell |
| Asistentes VAR | Paul Tierney   |

|                    |     |     |
| Tiros              | 25  | 6   |
| Tiros a puerta     | 7   | 5   |
| Faltas             | 15  | 17  |
| Saques de esquina  | 10  | 6   |
| Penaltis           | 0   | 1   |
| Fueras de juego    | 3   | 3   |
| Posesión del balón | 65% | 35% |

| Alineación inicial |

|                                  |
| Bandera de Alemania              |
| Campeón Bayern Múnich 2.º título |